# Bezzia flavoscutellaris
Bezzia flavoscutellaris är en tvåvingeart som först beskrevs av Haeselbarth 1975.  Bezzia flavoscutellaris ingår i släktet Bezzia och familjen svidknott.
Artens utbredningsområde är Zimbabwe. Inga underarter finns listade i Catalogue of Life.